# Tsurugi no Mai
Singles de Yui Sakakibara
Gessei no Kanon
(2008) KoIGoRoMo / Eternal Snow
(2009)
Tsurugi no Mai est le 15e single de Yui Sakakibara sorti sous le label LOVE×TRAX Office le 4 février 2009 au Japon. Il arrive 89e à l'Oricon, il reste classé 1 semaine pour un total de 1 281 exemplaires vendus.
Tsurugi no Mai a été utilisé comme thème d'ouverture pour le jeu vidéo Musou Tourou sur PlayStation Portable, et Toki wo Koete comme thème de fermeture. Tsurugi no Mai se trouve sur la compilation Evergreen.

## Liste des titres
Toutes les paroles sont écrites par Yuri Izumi.
| 1. | Tsurugi no Mai (剣の舞)                   | Daisuke Kikuta | 4:29 |
| 2. | Toki wo Koete (時を越えて)                | Daisuke Kikuta | 3:50 |
| 3. | Tsurugi no Mai (Instrumental) (剣の舞)    | Daisuke Kikuta | 4:29 |
| 4. | Toki wo Koete (Instrumental) (時を越えて) | Daisuke Kikuta | 3:48 |